# Claustropyga obtusidens
Claustropyga obtusidens är en tvåvingeart som beskrevs av Hippa, Vilkamaa och Werner Mohrig 2003. Claustropyga obtusidens ingår i släktet Claustropyga och familjen sorgmyggor. Inga underarter finns listade i Catalogue of Life.